# Madame X (pel·lícula de 1929)
Madame X és una pel·lícula sonora dirigida per Lionel Barrymore i protagonitzada per Ruth Chatterton. Basada en l'obra homònima d'Alexandre Bisson, es va estrenar el 24 d'abril del 1929. Va ser nominada per a la millor direcció i millor actriu a l'edició dels Oscar del 1929.

## Argument
Jaqueline deixa Louis, el seu marit, per un amant però en saber que el seu fill de quatre anys cau malalt vol tornar per cuidar-lo però el marit la rebutja i la deixa al carrer sense ni cinc. De mica en mica es va degradant la seva condició i acaba sent l'amant d'un tafur anomenat Laroque. Quan passats 20 anys torna a França el seu marit és el fiscal general. Laroque creu que pot aprofitar-ho i fer-li xantatge al marit. Per evitar el deshonor del seu fill, Jaqueline el mata d'un tret i és detinguda. El seu advocat d'ofici és justament el seu fill en el seu primer cas. Aquest desconeix la seva identitat.
Ell està desconcertat i frustrat perquè ella es nega a deixar-se defensar. Durant el judici, el seu marit es presenta per donar suport al seu fill. Quan Jaqueline veu que ell l'ha reconegut i que està a punt de desvelar la seva identitat, s'aixeca i fa una declaració afirmant la seva culpabilitat. Explica, sense dir noms, que l'ha matat per tal que el seu fill no sàpiga mai com s'ha degradat la seva mare. L'al·legat fa callar Louis. Jaqueline s'esvaneix a l'estrada i es portada a una cambra. Allà es reuneix amb el fill que no la coneix i el besa abans de morir.

## Repartiment
- Ruth Chatterton (Jacqueline Floriot)
- Lewis Stone (Louis Floriot)
- Raymond Hackett (Raymond Floriot)
- Holmes Herbert (Noel)
- Eugenie Besserer (Rose, criada dels Floriot)
- Mitchell Lewis (Coronel Hanby)
- Ullrich Haupt (Laroque)
- Sidney Toler (Dr. Merivel)
- Richard Carle (Perissard)
- Claude King (Valmorin, advocat)
- John P. Eddington[2]
- Carrol Nye
- Chapell Dossett